# Karl Eggers (Schriftsteller)

Karl Eggers

Karl Eggers

Karl Friedrich Peter Eggers (* 7. Juni 1826 in Rostock; † 18. Juli 1900 in Warnemünde) war ein deutscher Lyriker.

## Leben
Karl Eggers – Bruder des Kunsthistorikers Friedrich Eggers – wurde als fünftes Kind (von acht) des Rostocker Holz- und Baumaterialienhändlers Christian Friedrich Eggers (1788–1858) und dessen Frau Sophie Lierow (1793–1850) geboren. Er studierte nach dem Besuch des Gymnasiums seiner Vaterstadt Rechtswissenschaften in Rostock, seit 1846 in Leipzig und 1847 in Berlin. Er legte 1850 das Advokatenexamen ab und ließ sich in Rostock nieder. Hier bestand er die Prüfung zur Verwaltung des Richteramts und versuchte, da er sich verheiraten wollte, eine Anstellung als Bürgermeister und Stadtrichter zu erhalten. 1852 wurde er von der Universität Rostock zum Doktor beider Rechte promoviert. Das mecklenburgische Unterrichtsministerium versagte ihm jedoch die Habilitation. Er war Mitglied der Alten Berliner Burschenschaft Germania (1844) und des Corps Misnia Leipzig (III) (1845).

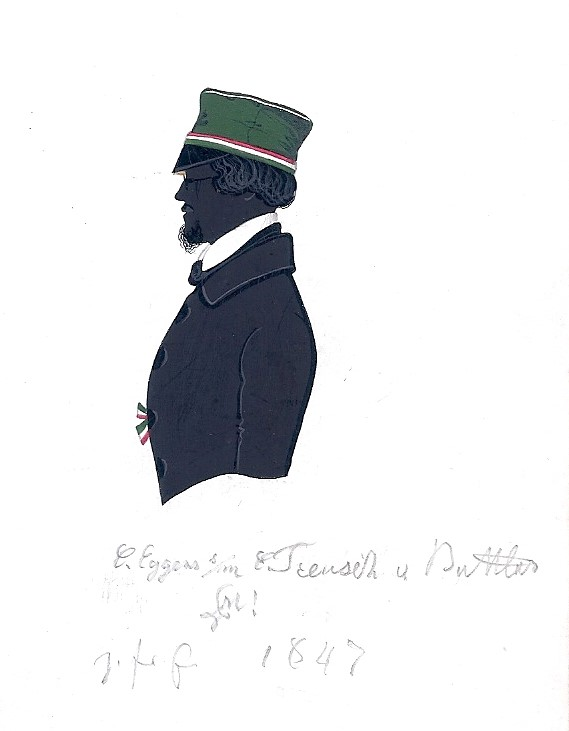
Carl Eggers (1847)

Nach der Promotion zum Dr. iur. arbeitete er als Advokat und Gerichtspräsident. 1854 wurde er als Senator in den Rostocker Stadtrat gewählt. 1856 legte er alle Ämter und Verpflichtungen in Rostock nieder und begab sich einer schweren Erkrankung wegen nach Italien, wo er zwei Jahre verweilte und sich mit kunstwissenschaftlichen Studien beschäftigte. Aufsätze zu kunstwissenschaftlichen Themen veröffentlichte er in der von seinem Bruder Friedrich Eggers herausgegebenen Zeitschrift Deutsches Kunstblatt.
1861 nahm er seinen Wohnsitz in Berlin. Hier pflegte er Verbindungen zu Schriftstellern und Künstlern wie Emanuel Geibel, Paul Heyse, Adolf Wilbrandt, Otto Roquette, und Theodor Fontane. Eine besondere Verbindung gab es zu Heinrich Seidel, für den Eggers die Verbindung zum Verlag Cotta in Stuttgart herstellte. Heinrich Seidel wohnte viele Jahre im Hause von Karl Eggers Auf dem Karlsbade 11. In Berlin setzte Eggers sich sehr für die Gabelsberger-Kurzschrift ein.
1895 siedelte Eggers mit seiner Familie nach Rostock über. Auch hier entfaltete er eine rege Tätigkeit im Rostocker Kunstverein im Altertumsverein und im Plattdeutschen Verein für Rostock und Umgebung, dessen Ehrenmitglied er war. Seine gemeinsam mit seinem Bruder herausgegebene Veröffentlichungen niederdeutscher Lyrik (u. a. Tremsen), fanden in Fachkreisen große Beachtung, für den Verlag waren sie aber kein gutes Geschäft. Die dritte Ausgabe erschien 1890 im Berliner Verlag F. Fontane & Co. Eggers war in Berlin Mitglied im Akademischen Verein Hütte dessen Mitglied, der Bildhauer Ludwig Brunow, eine heute verschollene Eggers-Büste schuf.

## Leistungen
Karl Eggers machte sich verdient um die Beendigung und Herausgabe der von seinem Bruder unfertig hinterlassenen fünfbändigen Biografie des bedeutenden Bildhauers Christian Daniel Rauch.

## Werke (Auswahl)
- [mit Friedrich Eggers:] Tremsen. Plattdeutsche Dichtungen in meklenburger Mundart. Hrsg. mit sprachl. Erl. u. vollst. Wörterbuche von Karl Nerger. Hoffmann, Breslau 1875. (Digitalisat)
- Zur Kritik der deutschen Stenographie-Systeme. Schroeder, Berlin 1865. (Digitalisat)
- Die Stenographie in den Schulen nebst Materialien zur Vergleichung der Systeme Gabelsberger und Stolze. Dem königlich preußischen Kultus-Ministerium als Denkschrift überreicht vom Gabelsbergerschen Stenographen-Verein in Berlin. Schroeder, Berlin 1863. (Digitalisat)
- Kunsthistorische Wanderungen in und um Meran. Vortrag. Peterswalden 1879.
- Klaus Groth und die plattdeutsche Dichtung. Habel, Berlin 1885. (Digitalisat)
- [Herausgeber:] Briefwechsel zwischen Christian Daniel Rauch und Ernst Rietschel. 2 Bände. F. Fontane, Berlin 1890–91.
- Das Rauch-Museum zu Berlin. Verzeichnis seiner Sammlungen nebst geschichtlichen Vorbericht und Lebensabriss Rauch’s. F. Fontane, Berlin 1892; urn:nbn:de:kobv:109-1-15415586.